# Berenning
Een berenning is de eerste fase van een belegering, waarbij lichte troepen en de cavalerie (het zogenaamde berenningskorps) het voorterrein van een vesting verkennen en het gebied zuiveren van de aanwezigheid van de vijand. Het doel is de vesting te isoleren en daarmee grip te krijgen op de vijand. In sommige gevallen kon de vesting al tijdens de berenning worden ingenomen. 